# جان ترتلتاب
جان ترتلتاب یهودی (انگلیسی: Jon Turteltaub؛ زادهٔ ۸ اوت ۱۹۶۳) تهیه‌کننده و کارگردان اهل ایالات متحده آمریکا است. وی از سال ۱۹۸۹ میلادی تاکنون مشغول فعالیت بوده است.

## فیلم‌ها
- Think Big (۱۹۹۰) (کارگردان و نویسنده)
- Driving Me Crazy (۱۹۹۱) (کارگردان و نویسنده)
- ۳ نینجا (۱۹۹۲) (کارگردان)
- Cool Runnings (۱۹۹۳) (کارگردان)
- وقتی تو خواب بودی (۱۹۹۵) (کارگردان)
- پدیده (۱۹۹۶) (کارگردان)
- From the Earth to the Moon (1998) (directed episode 7, "That's All There Is")
- غریزه (۱۹۹۹) (کارگردان)
- بچه (فیلم ۲۰۰۰) (۲۰۰۰) (کارگردان و تهیه‌کننده)
- گنجینه ملی (۲۰۰۴) (کارگردان و تهیه‌کننده)
- جریکو (directed first three episodes of the series (2006), "Pilot", "Fallout" and "Four Horsemen", also executive producer (۲۰۰۶–۲۰۰۸))
- گنجینه ملی: کتاب رمز (۲۰۰۷) (کارگردان و تهیه‌کننده)
- جزیره هارپر (مجموعه تلویزیونی) (۲۰۰۹) (directed pilot episode, also executive producer)
- شاگرد جادوگر (۲۰۱۰) (کارگردان)
- Common Law (2012) (directed pilot episode, also executive producer)
- آخرین وگاس (۲۰۱۳) (کارگردان)